# CEIBO News
CEIBO.News o CEIBO News es un portal de Internet argentino orientado a la publicación de noticias; incluye información del ámbito de la provincia y ciudad de Formosa, de las provincias de Chaco, Corrientes y Salta, además de secciones especiales sobre espectáculos, deportes, tecnología entre otros. Fue fundado en mayo de 2020 por A. Fidel y actualmente dirigido por el mismo. 
El portal se nutre de información aportada por agencias de noticias oficiales de la República Argentina y de agencias extranjeras para su sección de internacionales.

## Periodistas freelance
La mayoría de los artículos de temática especial, son escritos por periodistas freelance, siendo uno de los portales de Formosa que apoya fuertemente esta modalidad.